# Quinto Veranio (gobernador de Capadocia)
Quinto Veranio  fue un político y militar romano del siglo I perteneciente a la gens Verania.

## Familia
Veranio fue miembro de la gens Verania, un clan familiar cuya origo pudo ser Forum Novum. Fue padre del consular Quinto Veranio.

## Carrera pública
Fue comes de Germánico y el primer gobernador de Capadocia en el año 18. Participó en el proceso contra el gobernador de Siria, Cneo Calpurnio Pisón, que había sido acusado de envenenar a Germánico. Tiberio le premió con un sacerdocio.